# Kognitive Akzeleration
Kognitive Akzeleration oder englisch Cognitive acceleration (CA) wurde als Lehrkonzept entwickelt, um die allgemeine Denkfähigkeit von Lernenden zu fördern, zu stärken und zu dynamisieren. Michael Shayer und Philip Adey entwickelten ‚cognitive acceleration‘ ab 1981 am King’s College London. Das Konzept baut auf den Arbeiten von Jean Piaget und Lev Vygotsky auf. Es ist ein konstruktivistischer Ansatz.

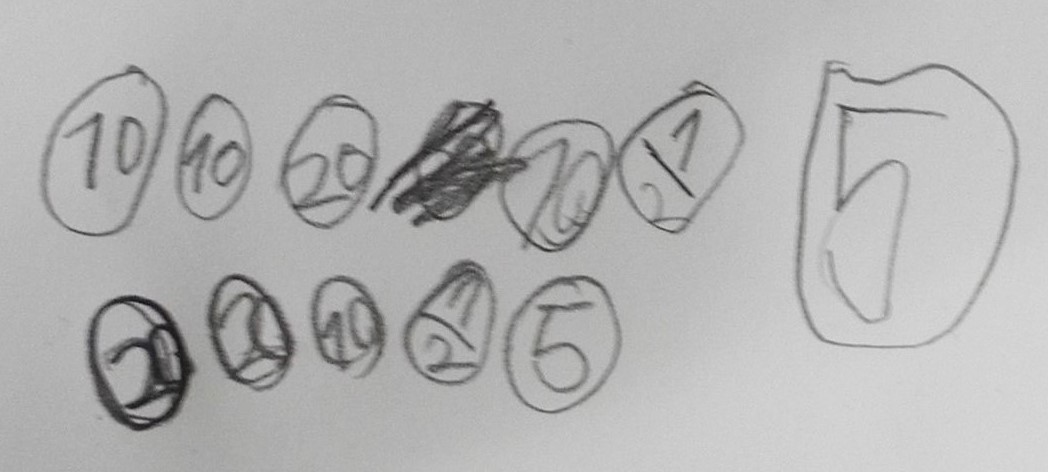
Invarianz 6sFr. von Erstklässlern

## Theoretischer Hintergrund
In Anlehnung an Piaget geht CA davon aus, dass es in der intellektuellen Entwicklung Niveaus gibt. Der wichtigste Übergang in der Schule geschieht vom konkreten zum abstrakten Denken. Das konkrete Denken bezieht sich auf Tatsachen und Beschreibungen. Das abstrakte Denken beinhaltet alle mentalen Prozesse als solche. CA übernimmt von Vygotsky das Konzept der Zone der nächsten Entwicklung (ZDN). Dabei geht es um die Differenz zwischen dem, was ein Lernender mit und ohne Hilfe tun kann. Die CA-Methode fordert vom Mediator, dass er Fragen stellen kann, die eine Art „geführtes Selbst-Entdecken“ erlauben. Mediation ist wirksam zwischen Peers. Sie fördert die Vorstellung von Schülern beim Problemlösen in Gruppen.

## Unterlagen
Die ersten Unterrichtsmaterialien wurden für den naturwissenschaftlichen Unterricht in den Schulstufen 7 und 8 (Alter von 11 bis 13 Jahren) geschrieben. Ursprünglich nannte man das Projekt „Cognitive Acceleration through Science Education“ (CASE). Nach drei Jahren wurden die Ergebnisse der Interventionen im naturwissenschaftlichen Unterricht in einem Dutzend Klassen verglichen. Dazu gehörten auch Kontrollklassen, die mit den gängigen Methoden unterrichtet worden waren. Die CASE-Lernenden waren nicht nur um einen Notenwert besser in ihrem GCSE-Zertifikat „Naturwissenschaft“, sondern sie hatten auch in Mathematik und Englisch um einen Notenwert besser abgeschnitten. Solche Lerntransfers in anderen Fächern findet man in der Bildungsforschung selten.
Das CA-Konzept wurde auch im Mathematikunterricht (CAME) der Primar- und der Sekundarstufe 1 verwendet, wo es zu ähnlichen Effekten führte.
Spätere Entwicklungsarbeiten erweiterten den Bereich der Unterrichtsaktivitäten in den elementaren naturwissenschaftlichen Fächern von der Basisstufe bis zum fünften Schuljahr. Außerdem wurden 2012 Aktivitäten für den Englischunterricht der Sekundarstufe 1 entwickelt (= Key Stage 3 der staatlichen Schulen in England und Wales, Anm. d. Übers.). Mehrere Artikel heben die Wirksamkeit  CASE- und der CAME-Aktivitäten hervor. Sie sind im Times Educational Supplement (TES) publiziert worden. Das „Let’s Think“-Forum (LT) produziert CA-Pakete für Kernthemen in der Primar- und Sekundarstufe.

## Die Lektionsstruktur
CA berücksichtigt eine Reihe von Teilkompetenzen, die das abstrakte Denken stützen. In Anlehnung an den Konstruktivismus wird davon ausgegangen, dass Konzepte nicht auf dieselbe Weise gelernt werden können wie Fakten und Beschreibungen. Die Lernenden müssen Bedeutungen für sich selbst „konstruieren“.
Die Lektionen stellen eine Herausforderung ins Zentrum, die man nur mittels einer abstrakten Idee meistern kann.  Erste CASE-Lektionen konzentrierten sich auf Themen wie Klassifikation, Maßstab, Verhältnis, Proportion, Wahrscheinlichkeit, Variablen und faires Testen.
Rolle des Mediators
Die Lehrperson schafft einen guten Rahmen für das Lernen. Sie interveniert, um die Lernenden zur Erreichung des Lernziels zu führen. Ein Mediator stellt Ergänzungsfragen: „Was denkst du?“ „Was heizt am meisten?“ „Was ist mit den Atomen passiert?“ Die Ergänzungsfragen führen die Lernenden allmählich dazu, die Antwort selbst zu entdecken. Der Mediator kann Hinweise geben, er lenkt die Lernenden so, dass die Chancen für erfolgreiches Denken erhöht werden.
Lektionen, die das abstrakte Denken direkt entwickeln, haben die folgende Struktur:
Einrichten der Szene: Die konkrete Vorbereitung dient einem ähnlichen Zweck wie der Abschnitt „Brücken bauen“. Sie vernetzt die Aktivität mit dem aktuellen Wissensstand, sie erklärt die Aufgabe und überprüft den Wortschatz.
Herausforderung: Sie muss genau oberhalb des aktuellen Standes des sicheren Wissens eingestellt werden – hoch genug, um eine Herausforderung zu sein, aber nicht so hoch, dass die Lernenden abschalten. In einer naturwissenschaftlichen Unterrichtsstunde kann dies in Form einer Demonstration mit einem unerwarteten Effekt geschehen. Im Englischen könnte es das Lesen eines Textes sein, dessen Bedeutung bloß angedeutet wird.
Gruppenarbeit: Der Lehrer kann nicht Mediator für jedes Kind in der Klasse sein. Es hat mehrere Vorteile, wenn Schüler in Gruppen arbeiten und ihre Ideen diskutieren (soziale Konstruktion):
- Die Gruppenmitglieder fungieren als Mediatoren für einander, Lösungen vorschlagend, Ideen ausprobierend.
- Die Personen fühlen sich weniger gefährdet. Sie fühlen sich fähig, teilzunehmen.
- Zufällige Ideen von Gruppenmitgliedern werden vom Mediator als Anhaltspunkte erkannt und angeboten.

Plenum: Sobald die Gruppen über Lösungen verfügen, werden die Ideen in der Klasse ausgetauscht.  Der Lehrer gibt die Antwort nicht, aber er fragt eine Gruppe nach einer Lösung. Dann fragt er eine andere, ob sie zustimmen oder nicht und warum. Die Diskussion geht weiter, bis man sich einig geworden ist. Der Lehrer führt die Gruppe durch Fragen in Richtung der Antwort.
Metakognition: Während der Gruppenarbeit und im Plenum stellt die Lehrperson Fragen, die den Denkprozess und die Metakognition aufdecken. Es wurde erwiesen, dass Wissen dadurch wirksam gesichert werden konnte. Der Lernende muss eine Gedankenfolge formulieren – was den Prozess für die anderen greifbar macht.
Brücken bauen: Wissen, das vom gesicherten Wissen der Lernenden isoliert ist, geht in der Regel verloren. Der Lernende muss Brücken bauen zwischen den bestehenden Erfahrungen und dem neuen Lernen. CA-Lektionen schließen mit einer Diskussion darüber, wo die Ideen im Alltagsleben Verwendung finden könnten. Es ist dasselbe Konzept wie „Scaffolding“ im Konstruktivismus.